# Jan Chmurkowski
Jan Chmurkowski (ur. 19??, zm. 10 września 2018) – polski ekonomista, doktor nauk ekonomicznych, specjalista w zakresie ekonomii politycznej, pułkownik WP w stanie spoczynku.
Był uczestnikiem II wojny światowej. Od 1961 był zastępcą kierownika zaś w latach 1968–1988 kierownikiem Katedry Ekonomii Politycznej i Ekonomiki Wojennej w Wojskowej Akademii Technicznej im. Jarosława Dąbrowskiego w Warszawie.
Zmarł 10 września 2018 i został pochowany na cmentarzu w Starych Babicach.

## Wybrana bibliografia autorska
- Aktualne problemy budownictwa socjalizmu w krajach obozu socjalistycznego (Wydawnictwo Ministerstwa Obrony Narodowej, 1960, Warszawa)
- Ekonomia polityczna socjalizmu. Cz. 1 (Wojskowa Akademia Polityczna im. F. Dzierżyńskiego, Warszawa, 1969; wspólnie z Jerzym Borowcem i Stanisławem Stykiem)
- Ekonomia polityczna socjalizmu. Cz. 3 (Wojskowa Akademia Polityczna im. F. Dzierżyńskiego, Warszawa, 1969; wspólnie ze Stefanem Ferencem i Stanisławem Łysko)
- Embargo strategiczne (Wydawnictwo Ministerstwa Obrony Narodowej, 1971, Warszawa)
- Mały słownik podstawowych pojęć ekonomicznych (Wydawnictwo Ministerstwa Obrony Narodowej, 1972, Warszawa)
- PPR i PZPR w walce o Polskę Ludową i jej socjalistyczny rozwój (Wydawnictwo Ministerstwa Obrony Narodowej, 1972, Warszawa; wspólnie z Henrykiem Januszem i Stanisławem Maciukiem)
- Wybrane problemy marksizmu-leninizmu: materiały przeznaczone dla elewów szkół podoficerskich (Wydawnictwo Ministerstwa Obrony Narodowej, 1970, Warszawa; wspólnie z Józefem Nowickim i Tadeuszme Koneckim)